# Christian Marmonnier
Pour les articles homonymes, voir Marmonier.
Christian Marmonnier est un journaliste français, auteur de plusieurs monographies consacrées à la bande dessinée.

## Biographie
Amateur de longues interviews de créateurs, celle que lui a accordée François Schuiten a été publiée dans le numéro 14 des Dossiers de la bande dessinée (2002).
Il est coauteur du Dictionnaire Goscinny (chapitre sur Iznogoud ; Lattès, 2003). Il a participé à Artistes de bandes dessinées : conversation avec Alex Barbier (L’An 2, 2003) et au Dictionnaire Larousse de la bande dessinée de Patrick Gaumer (chapitres sur la BD française et américaine, 2004).
En 2005 paraissent Métal Hurlant 1975-1987 : La Machine à rêver,, (Denoël graphic) et René Goscinny : La Première Vie d’un scénariste de génie,(La Martinière).
Christian Marmonnier collabore à L’Encyclopédie de la bande dessinée érotique de Henri Filippini (La Musardine, 2006). Il a ensuite réalisé avec Patrick Gaumer un dossier sur l’univers nordique de Thorgal (Seven Sept, 2006) et contribué à la monographie de Dominique Maricq, Le Journal Tintin, les coulisses d'une aventure (Moulinsart, 2006).
Il anime régulièrement des rencontres avec des auteurs de bandes dessinées et des illustrateurs, notamment dans le cadre du Festival d’Angoulême.
En tant que pigiste, il écrit pour le magazine Suprême Dimension édité par Soleil Productions et ZOO, bimestriel gratuit. Il a collaboré dans le passé à Bananas, Le Virus Manga, Bédéka, Bandes dessinées magazine, Bang !, art press, Storyboard, Calliope, BoDoï, Bachi Bouzouk, BD-Scope, Critix, Tsunami, Le Collectionneur de bandes dessinées… En 2000-2001, il a animé avec Benoît Mouchart, Anthony Prezman et Laurent Mélikian (entre autres), le site professionnel Comics-world.
Depuis 1992 il présente, un samedi après-midi par mois, l’émission Bulles noires sur Radio libertaire. Il est membre du Comité de sélection du Festival international de la bande dessinée d'Angoulême depuis avril 2008.